# دایره آنسونگو
دایره آنسونگو (به لاتین: Ansongo Cercle) یک منطقهٔ مسکونی در مالی است که در استان گائو واقع شده‌است. دایره آنسونگو ۲۳٬۶۱۴ کیلومتر مربع مساحت و ۱۳۲٬۲۰۵ نفر جمعیت دارد.